# Montmorency-Beaufort
Montmorency-Beaufort település Franciaországban, Aube megyében. Lakosainak száma 142 fő (2022. január 1.). Montmorency-Beaufort Chavanges, Courcelles-sur-Voire, Hampigny, Rances, Vallentigny és Villeret községekkel határos.

## Népesség
A település népességének változása:
| Lakosok száma | 167  | 114  | 111  | 124  | 123  | 128  | 137  | 141  | 143  | 142  |
|               | 1968 | 1982 | 1990 | 2006 | 2013 | 2015 | 2017 | 2019 | 2020 | 2022 |